# Emil Ágoston
Emil Ágoston, né le 17 décembre 1876 à Aranyosmarót et mort le 15 juin 1921 à Berlin, est un architecte hongrois.

## Biographie
Emil Ágoston naît le 17 décembre 1876 à Aranyosmarót. Il étudie à l'école technique supérieure de Budapest et obtient son diplôme d'architecte en 1900, puis il passe deux ans à Berlin et un an à Paris.
Son œuvre la plus remarquable est l'angle du boulevard du Musée de l'hôtel Astoria, à l'architecture sobre, élégante et classique.
Emil Ágoston meurt le 15 juin 1921 à Berlin.